# Monapia vittata
Monapia vittata är en spindelart som först beskrevs av Simon 1884.  Monapia vittata ingår i släktet Monapia och familjen spökspindlar. Inga underarter finns listade i Catalogue of Life.